# Aedes lamberti
Aedes lamberti är en tvåvingeart som först beskrevs av Ventrillon 1904.  Aedes lamberti ingår i släktet Aedes och familjen stickmyggor.
Artens utbredningsområde är Madagaskar. Inga underarter finns listade i Catalogue of Life.